# Counter Terrorism Group

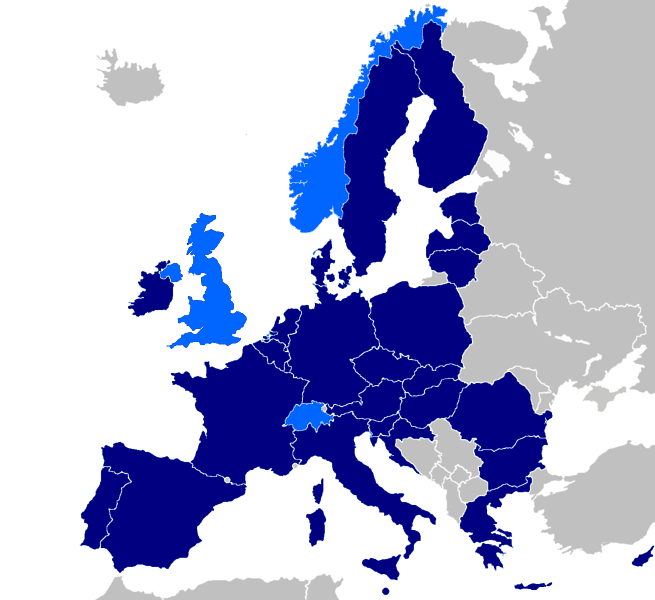
Leden van de Counter Terrorist Group (CTG) sinds 2020:
Geen lid van de Europese Unie
Lid van de Europese Unie

De Counter Terrorism Group (CTG) is een in 2001 opgericht samenwerkingsverband bestaande uit de voor contra-terrorisme verantwoordelijke inlichtingen- en veiligheidsdiensten van de 27 leden van de Europese Unie plus die van Noorwegen, Zwitserland en, sinds de Brexit op 31 januari 2020, het Verenigd Koninkrijk. Voor Nederland is de AIVD lid van de CTG en voor België is dat de Staatsveiligheid.
De CTG levert dreigingsanalyses aan beleidsmakers en bevordert de kennisuitwisseling tussen deskundigen van de aangesloten diensten. Daarnaast levert de Counter Terrorism Group informatie over terrorisme aan het EU Intelligence Analysis Centre (EU INTCEN) van de Europese dienst voor extern optreden. Ook wordt informatie uitgewisseld met Europol en de Verenigde Staten, die als observator aan de CTG verbonden is.

## Geschiedenis
De Counter Terrorism Group is ontstaan vanuit de Club de Berne, een overlegorgaan waarin sinds 1971 de hoofden van de veiligheidsdiensten van de EU-lidstaten en van Noorwegen en Zwitserland bijeenkomen. Concrete aanleiding waren de aanslagen van 11 september 2001, waarna de ministers van Justitie en Binnenlandse Zaken (JBZ) van de genoemde landen besloten om de CTG in te stellen.
De eerste bijeenkomst van de CTG vond in november 2001 plaats in Den Haag, onder voorzitterschap van de Belgische veiligheidsdienst. Met ingang van 2005 werd een cel van de CTG in het Joint Situation Centre (SitCen, sinds maart 2012: EU INTCEN) opgenomen om dreigingsanalyses op te stellen op basis van interne en externe bronnen.

## Organisatie
In de Counter Terrorism Group komen de hoofden en de voor terrorismebestrijding verantwoordelijke ambtenaren van de 30 aangesloten diensten elke drie maanden voor overleg bij elkaar
Hoewel de CTG geen onderdeel van de Europese Unie is, wordt het voorzitterschap vervuld door het land dat voorzitter van de Raad van Ministers is. Alszodanig was Nederland in de tweede helft van 2004 en de eerste helft van 2016 voorzitter van de Counter Terrorism Group, in het laatste geval uitgeoefend door directeur-generaal van de AIVD, Rob Bertholee.

### Uitwisselingsplatform
Tijdens het Nederlandse voorzitterschap werd bekendgemaakt dat de CTG per 1 juli 2016 een nieuw platform had opricht om sneller en beter operationele inlichtingen over terrorismeverdachten te kunnen uitwisselen. Volgens het Duitse magazine Der Spiegel gaat het hierbij om een fysiek antiterrorismecentrum dat in het hoofdkantoor van de AIVD in Zoetermeer gevestigd zou zijn, waarbij de AIVD ook alle logistiek verzorgt en dat in 2017 operationeel werd. Er is echter geen permanent secretariaat.
23 van de 30 landen van de CTG nemen aan dit nieuwe platform deel en sturen verbindingspersonen die wekelijks of driewekelijks bijeenkomen om inlichtingen te delen en te analyseren. Hierbij geldt de "Third Party Rule" wat inhoudt dat inlichtingen die van andere landen ontvangen worden, niet zonder toestemming mogen worden doorgegeven aan derden. De deelnemende diensten handelen hierbij vanuit hun eigen nationale juridische kader onder toezicht van de daartoe aangewezen nationale toezichtsorganen.
Tevens werd in 2016 een database gecreëerd waarin de deelnemende diensten geëvalueerde persoonsgegevens over "foreign fighters" direct voor elkaar beschikbaar kunnen maken en zal de CTG standaard uitgenodigd worden als de Europese JBZ-raad het onderwerp terrorisme bespreekt. Aanvankelijk bleek het moeizaam om deze database te doorzoeken, maar medio 2016 meldde De Volkskrant dat dit aanmerkelijk verbeterd was.
In oktober 2017 liet het hoofd van de Britse veiligheidsdienst MI5 weten door de samenwerking via dit antiterrorismecentrum 12 personen in Europa gearresteerd konden worden.